# Guercheville
Guercheville település Franciaországban, Seine-et-Marne megyében. Lakosainak száma 272 fő (2022. január 1.). Guercheville Amponville, Burcy, Chevrainvilliers, Fromont, Garentreville és Larchant községekkel határos.

## Népesség
A település népességének változása:
| Lakosok száma | 283  | 277  | 278  | 269  | 268  | 266  | 265  | 264  | 272  |
|               | 2013 | 2015 | 2016 | 2017 | 2018 | 2019 | 2020 | 2021 | 2022 |